# Euxoa sudeticola
Euxoa sudeticola là một loài bướm đêm trong họ Noctuidae.